# Musée national de la Voiture

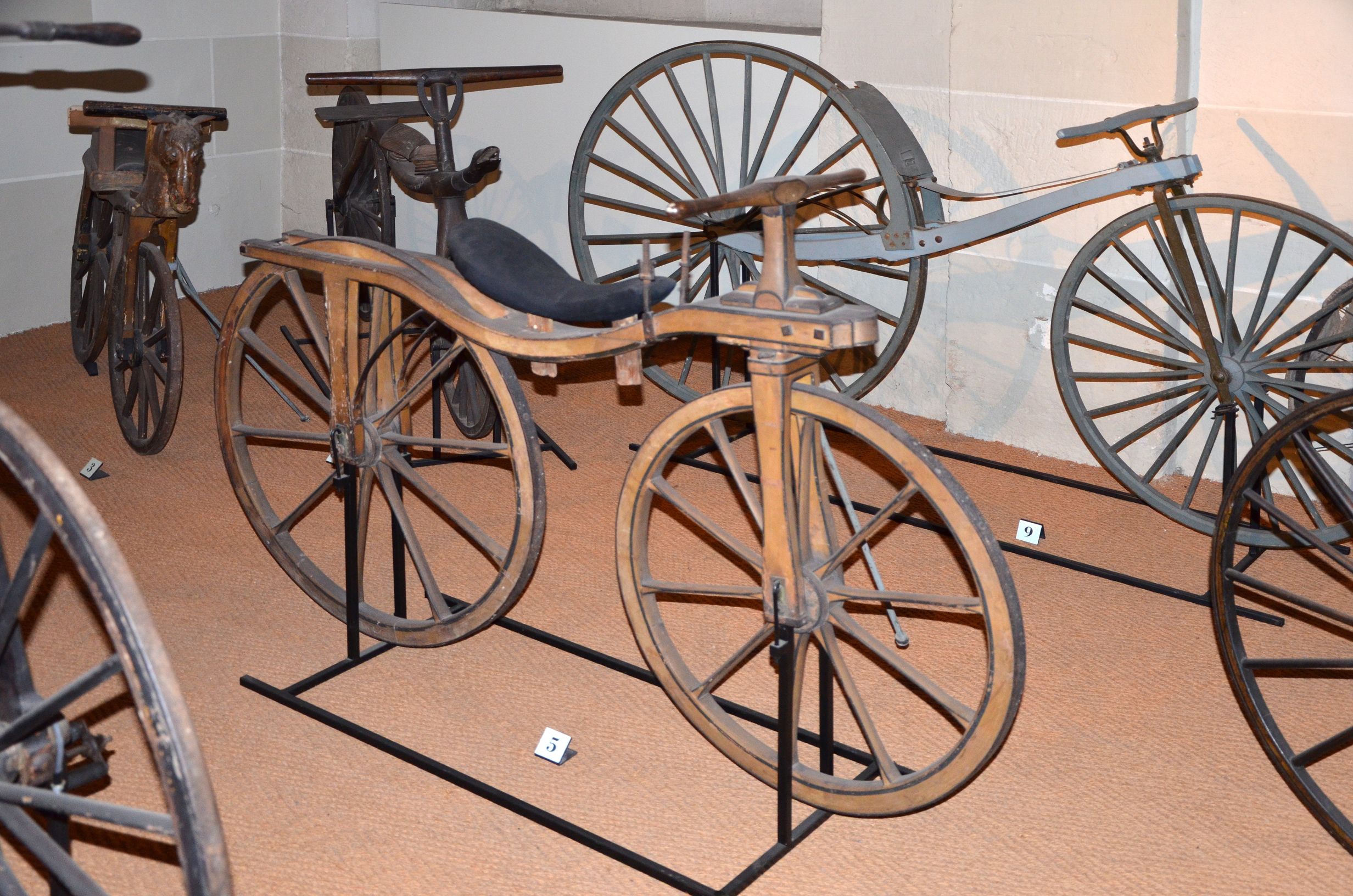
Draisine

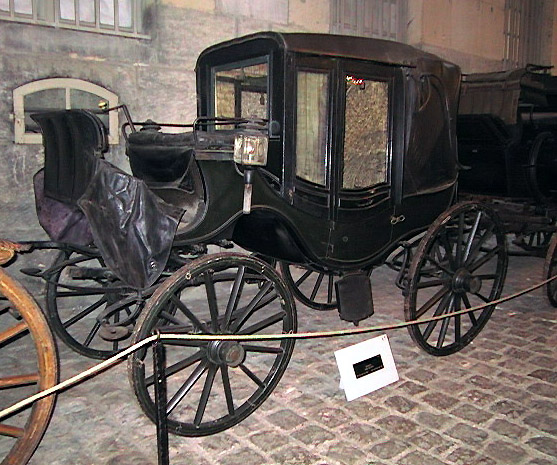
Kutsche

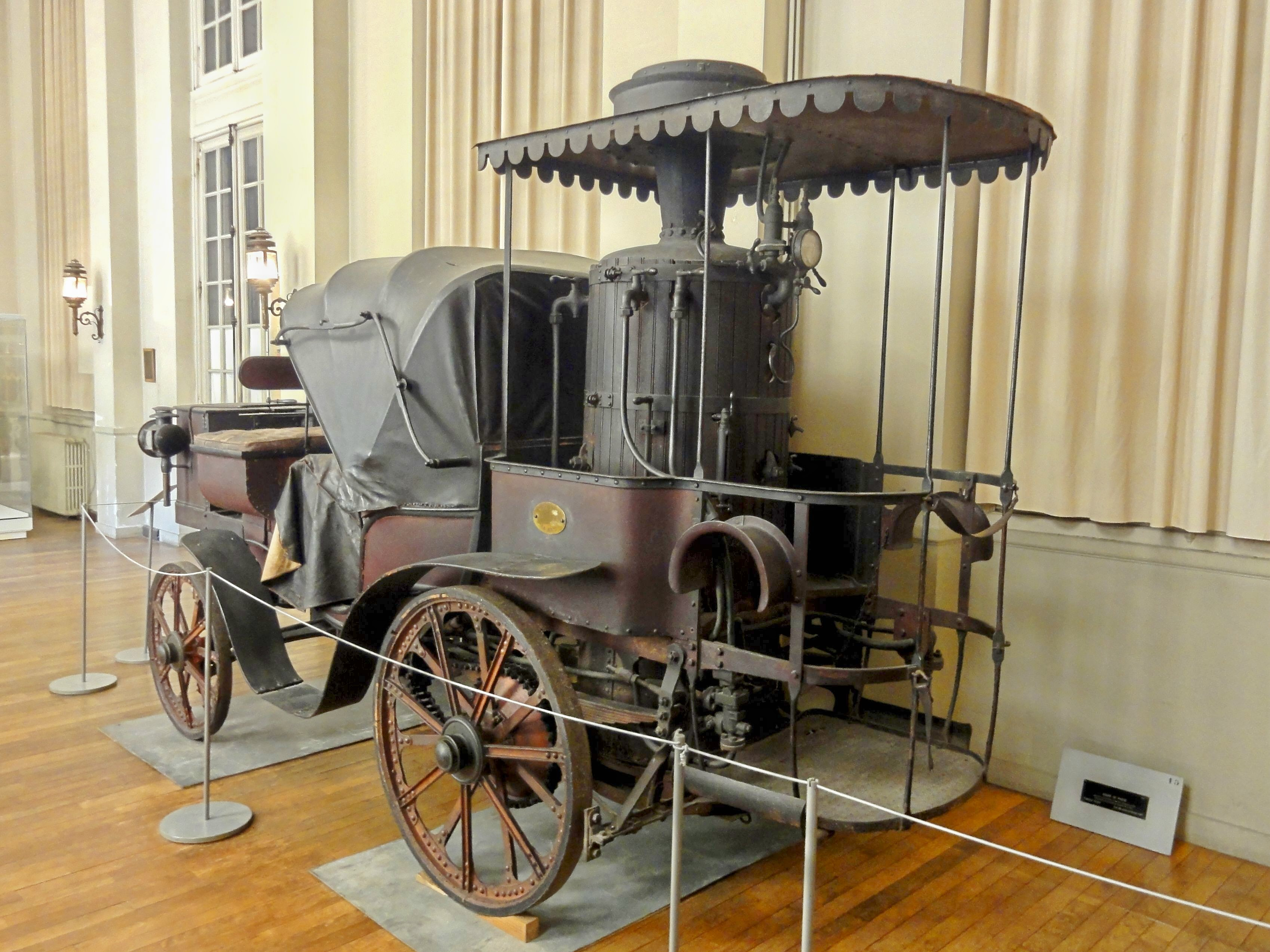
Amédée Bollée La Mancelle von 1878

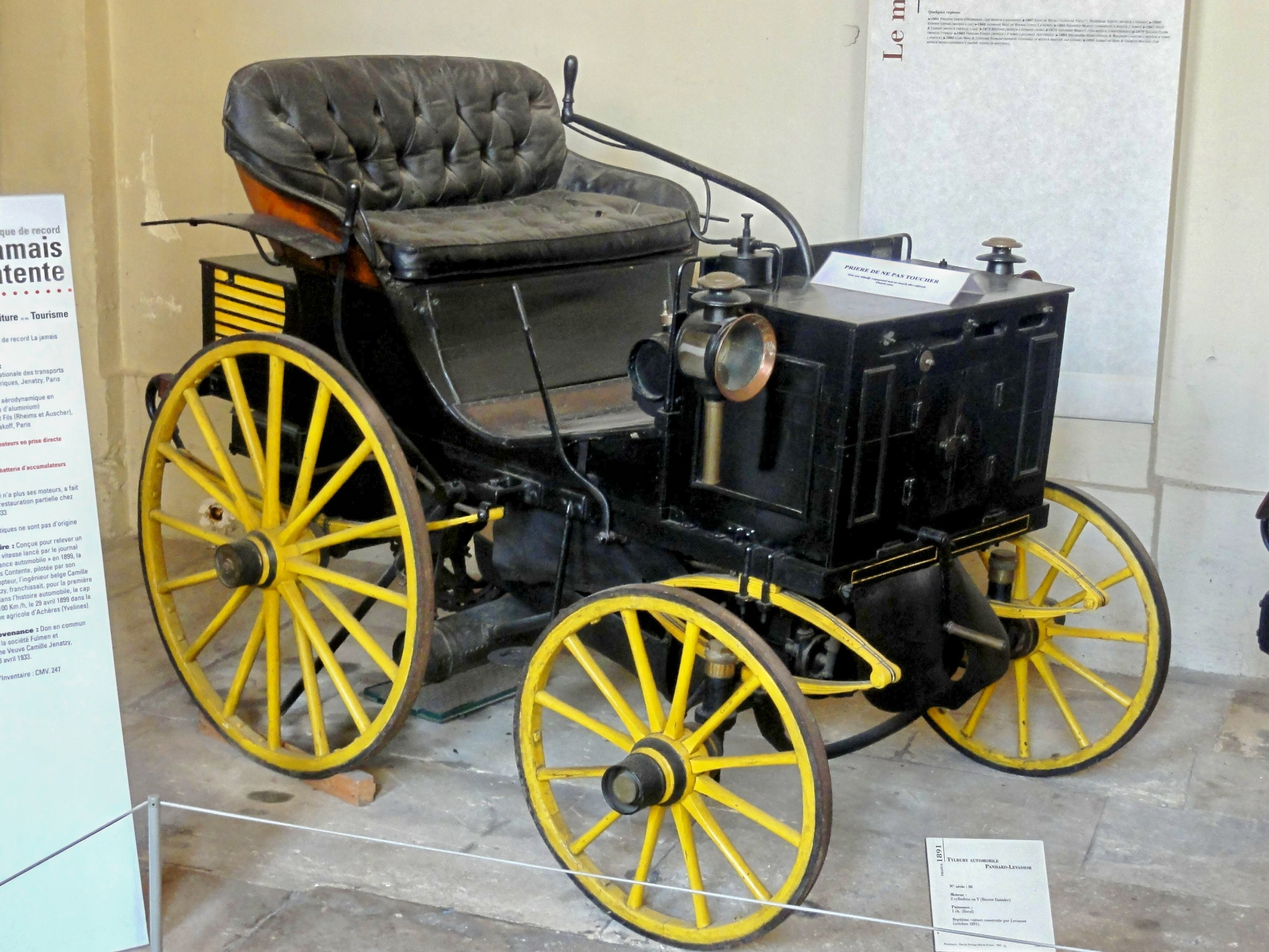
Panhard & Levassor von 1891

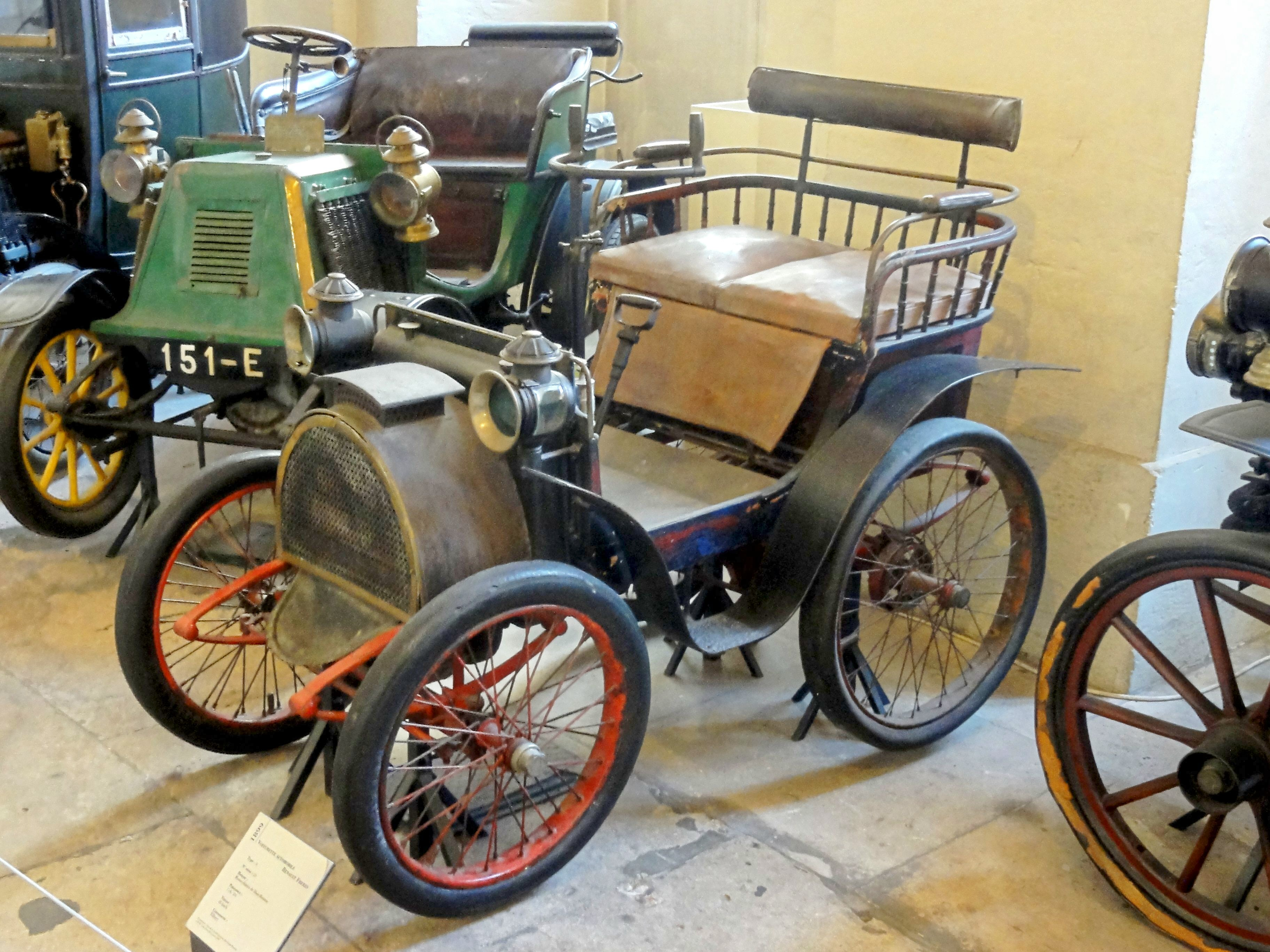
Renault Type A von 1899

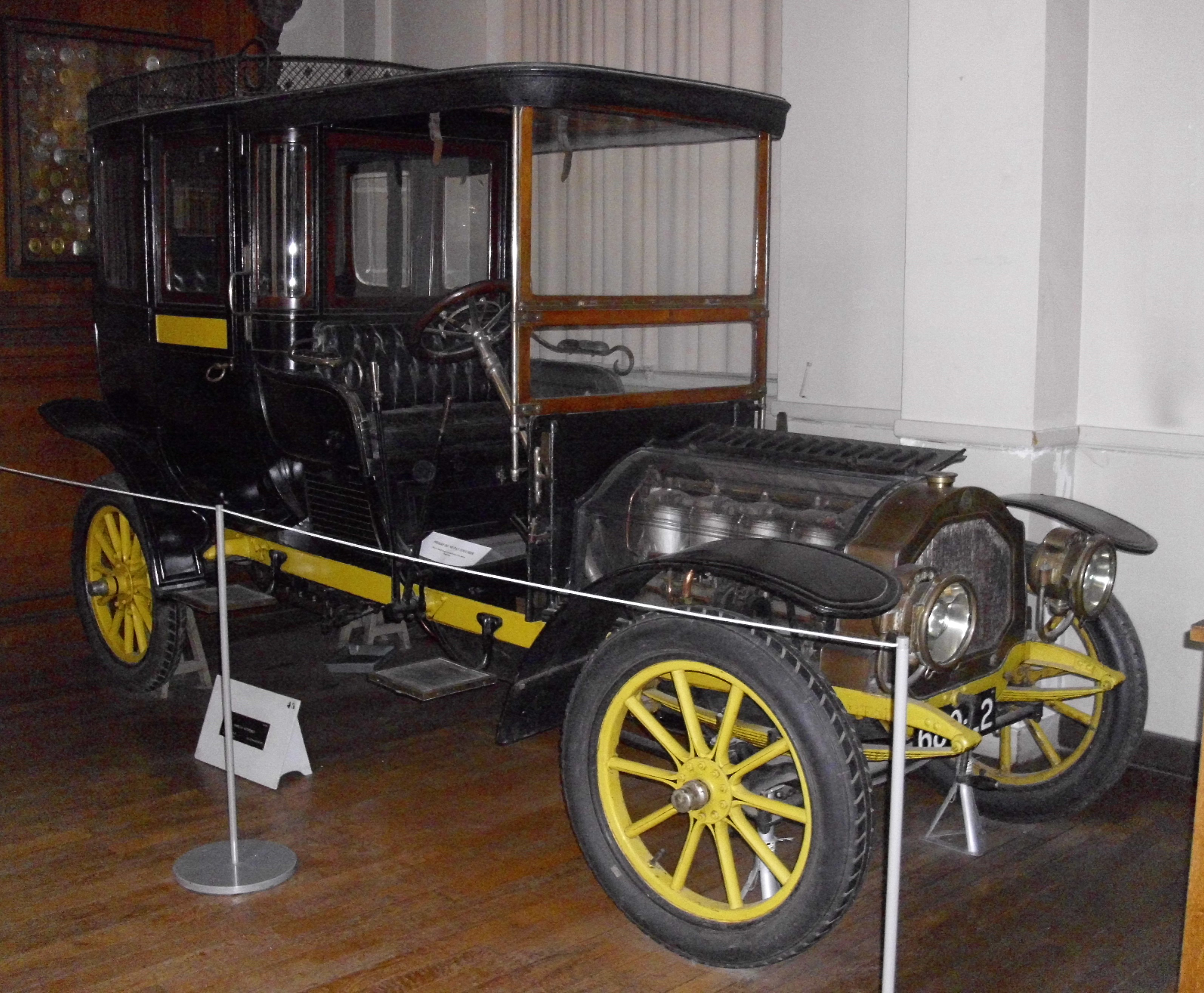
De Dion-Bouton Type AX

Das Musée national de la Voiture ist ein französisches Museum. Es gibt auch die Bezeichnung Musée National de la Voiture et du Tourisme.

## Beschreibung
Das Museum befindet sich in Compiègne im Département Oise in der Picardie. Es ist eine der bedeutendsten Sammlungen alter Kutschen und Automobile des Landes und von nationaler Bedeutung. Es ist mit zwei anderen Museen, Les appartements historiques mit den Räumen Napoleon III., der Kaiserin Eugénie, Napoleon Franz Bonaparte und weiteren, sowie Les musées du Second Empire über das Zweite Kaiserreich mit Fokus auf dem Leben Eugénies, im Schloss Compiègne untergebracht. Auch die großzügigen Parkanlagen sind öffentlich zugänglich.
Während das Schloss bereits seit 1870 ein Museum ist, wurde das Verkehrsmuseum erst 1927 auf Initiative des Touring-Club de France eingerichtet. Seine exzellentes Sammlung umfasst rund 100 Kutschen, Fuhrwerke und Pferdeschlitten des 17. bis 19. Jahrhunderts und rund 30, überwiegend französische Automobile, die vor 1910 gebaut wurden. Das älteste ist der Dampfwagen La Mancelle von Amédée Bollée père. Gezeigt werden ferner  historische Fahrräder, unter anderem eine Laufmaschine des Freiherrn von Drais, sowie Eisenbahnzubehör.
Das Museum steht unter professioneller Betreuung und ist der Öffentlichkeit mit der Einschränkung zugänglich, dass nur geführte Rundgänge möglich sind. Daher empfiehlt sich eine Voranmeldung vor dem Besuch.

## Ausgestellte Fahrzeuge
Das Museum stellt Kutschen, Fahrräder und Automobile aus.
Das Museum präsentiert vier besondere Fahrzeuge: Amédée Bollée La Mancelle von 1878, Panhard & Levassor Phaeton von 1891, Renault Type A von 1899 und De Dion-Bouton Type AX von 1905/1907.
Nachstehend eine Auflistung einiger ausgestellter Personenkraftwagen:
- Amédée Bollée La Mancelle, Dampfwagen von 1878
- Amédée Bollée Vis-à-vis von 1896
- Clément-Bayard Type AC von 1904
- Citroën-Kégresse, Halbkettenfahrzeug der Expedition Croisière Noire 1924–1925
- De-Dion-Bouton-Dampfwagen von 1890
- De-Dion-Bouton-Motordreirad von 1896
- De-Dion-Bouton-Quadricycle von 1898
- De Dion-Bouton Type G von 1900
- De Dion-Bouton Type Q von 1903 oder 1904
- De Dion-Bouton Type AX von 1907
- Delahaye Type 1 von 1897
- Georges Richard von 1897
- Gobron-Brillié von 1898
- La Jamais Contente Weltrekordwagen von Camille Jenatzy von 1899 (Nachbau)
- zwei Panhard & Levassor von 1891
- Renault Type A von 1899
- Renault Type C von 1900
- Renault Type D von 1901
- Reyrol Le Passe Partout von 1907
- Sigma Type 4 M von 1916